# Priscila Bustos
Priscilia Milagros Bustos Romero (Córdoba, provincia de Córdoba, Argentina, 25 de febrero de 2005) es una futbolista argentina que juega como defensora en Melgar, club que compite en la Liga Femenina FPF de Perú.

## Trayectoria
Bustos se formó en Talleres desde los 12 años. En 2021, tuvo un paso por Las Palmas, club con el que disputó el torneo de Primera A de Liga Cordobesa en 2021.
En 2022, regresó a Talleres, que estaba compitiendo en el Campeonato de Primera C. Ese año, logró el ascenso; y en 2024, finalmente Las Matadoras lograron el campeonato y su llegada a Primera A. Es una de las ocho futbolistas que jugaron con Las Matadoras durante los tres años de ascenso desde Primera C hasta lograr la promoción a la máxima división del fútbol argentino.
Para 2025, tras disputar algunos partidos en la Primera A argentina, fue cedida a préstamo al Melgar de la Primera División de Perú.

## Clubes
| Club                  | País      | Año           |
| --------------------- | --------- | ------------- |
| Las Palmas (préstamo) | Argentina | 2021          |
| Talleres              | Argentina | 2022-2025     |
| Melgar (préstamo)     | Perú      | 2025-presente |